# Gorštak 2
Gorštak 2 (eng. Highlander II: The Quickening), američki znanstveno-fantastični film iz 1991. godine, redatelja Russella Mulcahya s Christopherom Lambertom, Virginijom Madsen, Michaelom Ironsideom i Seanom Conneryjem u glavnim ulogama. Radi se o nastavku fantastičnog pustolovnog filma Gorštak iz 1986. godine na kojemu su radili isti redatelj i glavni glumac. Filmski producenti su preuzeli od redatelja izravnu kontrolu nad produkcijom i montažom filma što je imalo za posljedicu kontradikcije između kanona uspostavljenog u originalu i nastavku. Film ne prati premisu originala, uvodi niz loše osmišljenih izmjena te raskida s postavljenim pravilima, zbog čega je dobio negativne ocjene i kritike i publike te je ostvario neuspjeh na kino blagajnama i postao jedan od najgorih nastavaka nekog serijala ikada snimljenih.
Priča opet prati besmrtnog Connora MacLeoda, ali ovaj put kao starog čovjeka u budućnosti, u 2024. godini. Zemlja se nalazi pod zaštitnim omotačem koji ju štiti od atmosfere uništene ozonskim rupama i djelovanja Sunca. Cijeli je film snimljen u Argentini u kojoj je tijekom snimanja filma zavladala velika inflacija, što je značajno poskupjelo snimanje filma, a po završetku snimanja i postprodukcije, film je premijerno prikazan 12. travnja 1991. godine u Ujedinjenom Kraljevstvu, a 1. studenog iste godine u SAD-u.

## Radnja filma
U bliskoj budućnosti, 2024. godine, Zemlja je zaštićena magentskim poljem koje je štiti od Sunčeva opasnog zračenja. To polje su izradili 1999. godine Neyman (Allan Rich) i Connor MacLeod (Christopher Lambert), koji je četiri godine ranije izgubio suprugu Brendu MacLeod (Karin Drexler), koja je preminula od posljedica Sunčevog zračenja. Gotovo tri desetljeća kasnije korporacija Štit nadzire magnetski štit i naplaćuju svim državama pravo korištenja. U tom vremenu, Connor je vremešni starac koji sjedi u kazalištu i gleda operu te se prisjeća vremena kada je bio na svom rodnom planetu Zeistu na kojem je, zajedno s Ramirezom (Sean Connery) poveo pobunu protiv okrutnog tiranina, generala Katane (Michael Ironiside). Nakon što je slomio ustanak, Katana je uhvatio i zarobio Connora i Ramireza te ih je po prisili Zeistovih svećenika prognao u budućnost na planet Zemlju na kojem će obojica postati besmrtnici. Dana im je mogućnost da se bore do zadnjeg besmrtnika, a onaj koji ostane zadnji ima pravo na Nagradu, odnosno, može izabrati hoće li se vratiti pomilovan na rodni planet ili ostati na Zemlji te ostariti i umrijeti.
Dok je Connor u kazalištu, teroristička organizacija Cobalt na čelu s Louise Marcus (Virginia Madsen) upada zajedno sa svojom ekipom u postrojenje korporacije Štit te otkriva na njihovim računalima da je razina radijacije iznad štita normalna, odnosno, da je ozonska rupa nestala i omotač se oporavio. Nakon bijega iz postrojenja, Louise odlazi do MacLeoda tražiti od njega pomoć u razotkrivanju prevare, ali u to Connora napadaju dvojica ratnika s njegova planeta, Corda (Pete Antico) i Rino (Peter Bucossi), koje je na Zemlju poslao Katana, nestrpljiv vidjeti MacLeodovu smrt. Međutim, MacLeod pobjeđuje u sukobu, otkida obojici glavu te preuzima njihovu moć i pomlađuje se postavši opet besmrtan. Connor i Louise odlaze u Connorov dom gdje mu Louise objašnjava svoje otkriće. Nakon toga, Connor odlazi kod svog suradnika Neymana koji mu otkriva dio koordinata kamo može otići i uvjeriti se da je atmosfera iznad štita obnovljena i sigurna. Njihovu nakanu otkriva šef korporacije Blake (John C. McGinley) koji zarobljava Neymana i šalje ga u zatvor maksimalne sigurnosti.
U međuvremenu, Katana doznaje za neuspjeh svojih ratnika poslanih na Zemlju te odlazi sam tamo obračunati se s MacLeodom. Pri dolasku pravi kaos i izaziva nepotrebna stradanja civila, a potom se prvi put sukobljava s MacLeodom. Bitka se prekida Connorovim napuštanjem arene, a Katana odlazi u urede korporacije Štit kako bi se udružio s Blakom protiv Connora. Istovremeno, Connor je prizvao svog dobrog prijatelja Ramireza, koji iako je ubijen u prvom filmu, ipak može uskrsnuti jer su njegov život i život Connora povezani. Connor i Ramirez napadaju zajedno zatvor i dolaze do Neymana koji im otkriva drugi dio koordinata i umire. Prilikom bijega iz zatvora, Connor, Ramirez i Louise bivaju uhvaćeni u prostoriji s velikim ventilatorom koji se spušta prema njima. Ramirez uspjeva pomoću svoje moći neutralizirati ventilator dovoljno dugo da Connor i Louise pobjegnu, a on se potom žrtvuje za njih. Connor i Louise odlaze kombijem na mjesto označeno tim koordinatama i uvjeravaju se da je štit postao nepotreban. Putem ih napada Katana, ali Connor ga se uspjeva riješiti. Katana se vratio u urede korporacije gdje je ubio Blakea bacivši ga kroz prozor. Connor i Louise dolaze do generatora magnetskog polja, gdje ga dočekuje Katana te njih dvojica započinju svoj završni obračun na kraju kojeg je Connor odrubio Katani glavu uz riječi "Može biti samo jedan!" Napunjen snagom besmrtnika, Connor ulazi u polje generatora i uništava štit, nakon čega se pojavljuje noćno nebo sa zvijezdama iznad grada i svih kontinenata. Connor i Louise odlaze iz kruga korporacije, ostavljajući iza sebe toranj generatora u požaru.

## Uloge
- Christopher Lambert kao Connor MacLeod ili Gorštak - besmrtni ratnik podrijetlom s planeta Zeist, koji živi kao starac u 2024. godine, dok ne dođu novi besmrtnici čija eliminacija mu vraća mladost. Dvadeset godina ranije stvorio je magentski štit koji je zaštitio Zemlju od posljedica ozonske rupe i Sunčeva zračenja, čime je ujedno sudjelovao u stvaranju moćne korporacije Štit.

- Virginia Madsen kao Louise Marcus - šefica terorističke organizacije Cobalt koja želi dokazati da štit više nije potreban, jer se ozonski omotač oporavio te želi javno prokazati korporaciju zbog prevare i želje da države svijeta drži u pokornosti i financijski ih izrabljiva

- Sean Connery kao Juan Sanchez-Villalobos Ramirez - besmrtni ratnik s planeta Zeist, koji se iako ga je ubio Kurgan u originalnom filmu, opet pojavljuje da bi pomogao svom štićeniku MacLeodu.

- Michael Ironside kao Katana - general na planetu Zeist protiv kojeg se digla pobuna koju je on ugušio i protjerao Connora i Ramireza u budućnost na Zemlju gdje su obojica postali besmrtni.

- Allan Rich kao Neyman - Connorov suradnik i izumitelj magnetskog štita koji je spasio Zemlju od negativna Sunčeva zračenja

- John C. McGinley kao Blake - korumpirani i nemilosrdni šef korporacije Štit koji čini sve što je moguće kako bi od javnosti sakrio činjenicu da je Zemljin ozonski omotač obnovljen, zbog čega magnetski štit nad Zemljom više nije potreban

- Pete Antico kao Corda - ratnik s planeta Zeist
- Peter Bucossi kao Rino - ratnik s planeta Zeist

## Nelogičnosti i kontroverze
Nastavak filma Gorštak iz 1986. godine, potpuno je izmijenio originalnu priču iz prvijenca te je stvorio čitav niz nelogičnosti koje su posljedično utjecale na uspjeh filma kod publike i kritike. Za razliku od originala, Connor MacLeod (Christoper Lambert) nije rođen 1518. u škotskom selu Glenfinnan na obalama Loch Shiela kao član klana MacLeod, već je izvanzemaljac s planeta Zeist. Također, nije prvi put susreo Ramireza u Škotskoj kako je prikazano u prvom filmu, već se njih dvojica znaju još otprije s izvanzemaljskog planeta. Scenarij nastavka je prekršio i pravilo iz prvijenca da besmrtni ratnik umire kada mu se odsječe glava, jer se lik Ramireza kojeg tumači Sean Connery pojavljuje u nastavku, iako mu je Kurgan (Clancy Brown) odsjekao glavu u prvom dijelu, što je prema kanonu jedini način za ubiti besmrtnika. Loša priča se otkriva i u dijelu kada Katana šalje dvojicu ratnika da ubiju MacLeoda, tada već starca u poznim godinama, iako je dovoljno samo pričekati još neko vrijeme da umre od starosti. Nakon što se MacLeod pomladio i kada se opet susreo s Louise (Virginia Madsen) koja se iznenadila što se pomladio, njih dvoje se počnu ljubiti i djelovati intimno, premda su se tek netom upoznali. Kada Connor odlazi posjetiti grob supruge Brende na njenom nadgrobnom spomeniku stoji natpis Brenda Elisabeth MacLeod, dok se u prethodnom filmu zove Brenda J. Wyatt, što znači da joj srednje ime nije bilo Elisabeth. Nakon što Ramirez oslobađa Connora i Louise iz zamke u zatvoru, njih dvoje odlaze, a Ramirez ostaje i ima svoj samurajski mač. Kada se u završnoj sceni nađe Connor sučelice Katani, nema više svoj mač koji je uzeo od Corde, već Ramirezov samurajski mač koji je ostao kod Ramireza. Nadalje, Connor dobija koordinate kamo može otići i popeti se iznad granice štita, mada se u filmu stvara dojam da je magentski štit visoko iznad najviših planina na Zemlji.

## Zarada
Film je podbacio na kino blagajnama, jer je na budžet od 34 milijuna USD zaradio svega 15,6 milijuna USD u SAD-u i Kanadi.

## Kritike
Glumac Michael Ironside koji je glumio Katanu u filmu, izjavio je da je "mrzio scenarij" te da je svima njima scenarij bio očajan "kao da ga je napisao trinaestogodišnji tinejdžer". Također, postoje izvještaji da je Lambert smatrao scenarij toliko groznim da je htio raskinuti ugovor za snimanje filma, ali nije uspio. Budući da je redatelj Russell Mulcahy izgubio prava na uređivanje filma u postprodukciji nije mu se svidjela finalna verzija filma koja je bila prikazana u kinima, zbog čega je napusito premijeru nakon svega petnaest minuta.
Film je ostvario rezultat 0% od strane kritike i slabašnih 23% od strane publike na stranici Rotten Tomatoes. Mnogi kritičari i gledatelji smatraju film Gorštak 2 jednim od najgorih nastavaka filma ikada snimljenih.

## Vanjske poveznice
- Gorštak 2: Ubrzanje - imdb.com (engl.)
- Gorštak 2 je jedan od najgorih filmova ikada snimljenih... - screenrant.com (engl.)
- Gorštak 2: Ubrzanje - rottentomatoes.com (engl.)